# Capitalismo liberal
Capitalismo liberal o capitalismo “salvaje”, son con las que se describe al sistema económico y social en el que el capitalismo se vincula con la doctrina económica denominada "liberalismo económico" o teoría del laissez-faire, es decir, la que se basa en un Estado mínimo no intervencionista y el predominio de las empresas privadas, especialmente del empresario individual, que con su libre iniciativa o iniciativa privada compite con los demás en un mercado libre, consiguiendo la asignación más eficiente de los recursos (en términos de Adam Smith en su libro La riqueza de las naciones, la "mano invisible"; en términos utilitaristas -Jeremy Bentham o John Stuart Mill-, "la mayor felicidad para el mayor número").
En teoría, son contrarias al capitalismo liberal las distorsiones que, en su marco teórico, introducen tanto las grandes corporaciones monopolísticas (competencia monopolística, oligopolios o mercado imperfecto) como las regulaciones o intervenciones del Estado (empresas públicas, Estado social, Estado del bienestar o capitalismo de Estado).
La crítica de liberalismo político y capitalismo es propia del pensamiento marxista (Estado liberal-capitalista, Estado liberal o democracia liberal como superestructura política).